# Novembre 1781

## Événements

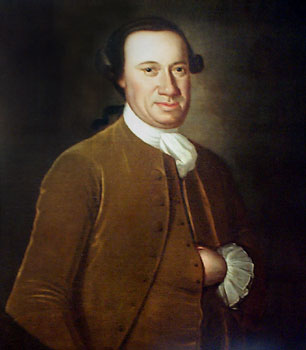
John Hanson

- 1er novembre : « Patente des sujets », abolition de la servitude personnelle en Bohême, Moravie et Silésie. Les paysans peuvent, sans autorisation du seigneur, se marier, quitter le domaine, envoyer leurs enfants étudier ou travailler en ville et posséder des biens. La corvée est maintenue et codifiée (le paysan peut la racheter, et elle est soumise à un accord entre les paysans et leur seigneur renouvelable tous les trois ans) et le paysan n’a pas encore le droit de propriété sur la terre. La tenure du « rustical » est consolidée (elle devient propriété réelle du paysan contre paiement du cens). La patente est d’abord appliquée en Bohême avant d’être introduite en Autriche[1].

- 5 novembre, États-Unis : John Hanson est élu Président du Congrès continental.

- 15 novembre : le chef des révoltés aymara du Haut-Pérou Túpac Katari est exécuté à La Paz[2].

- 21 novembre, France : Vergennes est aux affaires à la mort de Jean Frédéric Phélypeaux de Maurepas.

- 29 novembre : décret de suppression des ordres religieux contemplatifs dans les États des Habsbourg, sauf de ceux qui se consacrent à l’éducation ou aux soins des malades[3]. 738 couvents sont fermés et transformés en écoles, dont certains très célèbres comme ceux de Mondsee, de Baumgartenberg et de Sainte Dorothée à Vienne. Leurs biens sont confiés à une commission aulique ecclésiastique qui en transfère la majeure partie aux évêques joséphistes.

## Naissances
- 1er novembre : Joseph Karl Stieler, peintre allemand († 9 avril 1858).
- 6 novembre : Giovanni Antonio Amedeo Plana (mort en 1864), astronome et mathématicien italien.

## Décès
- 2 novembre : José Francisco de Isla
- 21 novembre : Jean Frédéric Phelypeaux, comte de Maurepas.